# Quintanilla del Agua y Tordueles
Quintanilla del Agua y Tordueles è un comune spagnolo di 395 abitanti situato nella comunità autonoma di Castiglia e León.
Il comune è formato dai due centri abitati di Quintanilla del Agua (capoluogo) e Tordueles.